# Paul Celan

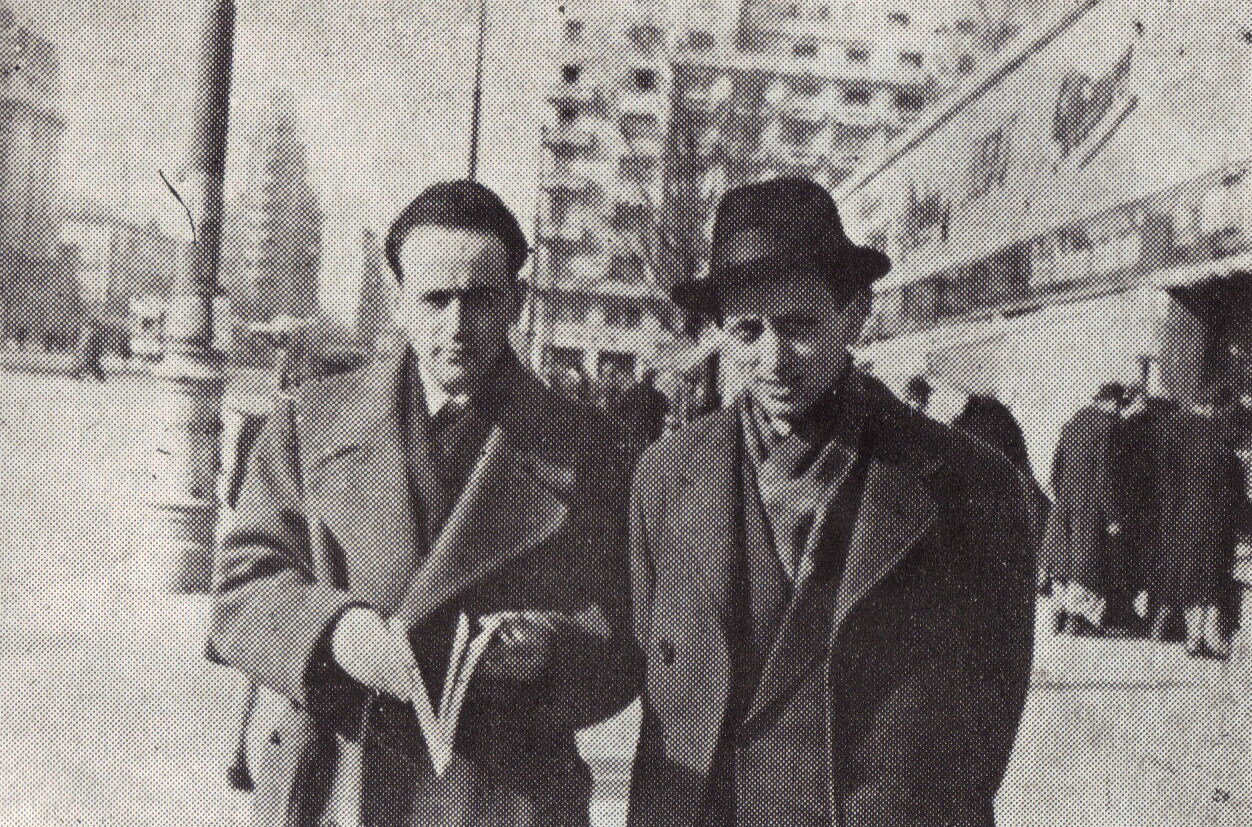
Celan (till vänster) och Petre Solomon i Bukarest 1947.

Paul Celan, efternamnet av honom själv uttalat på sedvanligt slaviskt vis som tselan, med betoning på första stavelsen, född Paul Anczel (uttalat antsjel) den 23 november 1920 i Cernăuți (i dag Tjernivtsi), död 20 april 1970 i Paris, var en rumänskfödd, tyskspråkig poet och översättare.

## Liv och verksamhet
Paul Anczel föddes i den rumänska staden Cernăuți (tyska: Czernowitz; ukrainska: Tjernivtsi i nuvarande Ukraina) som ende son till byggnadsteknikern Leo och Friederike Anczel. 
År 1941 ockuperades staden av nationalsocialistiska trupper. Året därpå deporterades den unge Pauls föräldrar, som var av judisk börd, till ett koncentrationsläger vid floden Bug. Modern dödades (som "arbetsoförmögen") och fadern dog i tyfus. Celan hamnade i ett rumänskt arbetsläger, men lyckades fly därifrån till sovjetiska Röda armén. I den tjänstgjorde han som sjukvårdare, när hemstaden Cernăuți befriades av Röda armén 1944. 
| ”                  | Aspträd, ditt löv är vitt i mörkret. Min moders hår blev aldrig vitt. Maskros, Ukraina är så grönt. Min blonda mor kom inte hem. Regnmoln, dröjer du vid brunnar? Min tysta moder gråter nu för alla. Runda stjärna, du virar gyllne slingan. Min moders hjärta sårades av bly. Ekdörr, vem lyfte dig ur järnen? Min blida mor kan inte komma. | „ |
| – Paul Celan, 1952 | |   |

Vid krigsslutet 1945 bosatte sig Celan i huvudstaden Bukarest, där han försörjde sig som förlagslektör och översättare. Han publicerade sig för första gången i tidskriften Agora 1947; inför denna publicering tog han efternamnet Celan, vilket var ett förenklat anagram av Anczel. I maj samma år publicerade tidskriften Contemporanul dikten "Tangoul morții" (Dödstango), en första version av den sedermera berömda sorgedikten Dödsfuga i rumänsk tolkning av Petre Solomon. 
Under en kortvarig vistelse i Wien 1947–1948 utkom Paul Celans debutdiktsamling Der Sand aus den Urnen med ett par grafiska illustrationer av den tyske surrealisten och vännen Edgar Jené. I Wien läste han också för första gången Dödsfuga vid en vernissage för surrealistisk bildkonst. Han inledde även ett förhållande med den något yngre doktoranden i filosofi Ingeborg Bachmann. 
Celan flyttade därefter till Paris, där han kom att bo fram till sin död. Han livnärde sig till en början bland annat som fabriksarbetare och översättare, samtidigt som han studerade tyska och språkvetenskap vid École Normale Supérieure. Vid samma lärosäte fick han så småningom också anställning som lektor i litteratur och tyska. 
Paul Celan var för övrigt medlem av den västtyska litterära efterkrigsgrupperingen Gruppe 47, men deltog bara vid ett första och enda tillfälle, då han läste Dödsfuga för en närmast oförstående grupp neorealistiska prosaister.
År 1952 gifte sig Celan med den franska grafikern Gisèle Lestrange med vilken han fick sönerna François och Eric. Paret separerade under 1960-talets andra hälft. I april 1970 begick Paul Celan självmord genom att dränka sig i Seine.
Hela Celans verk har översatts till svenska.

## Verk

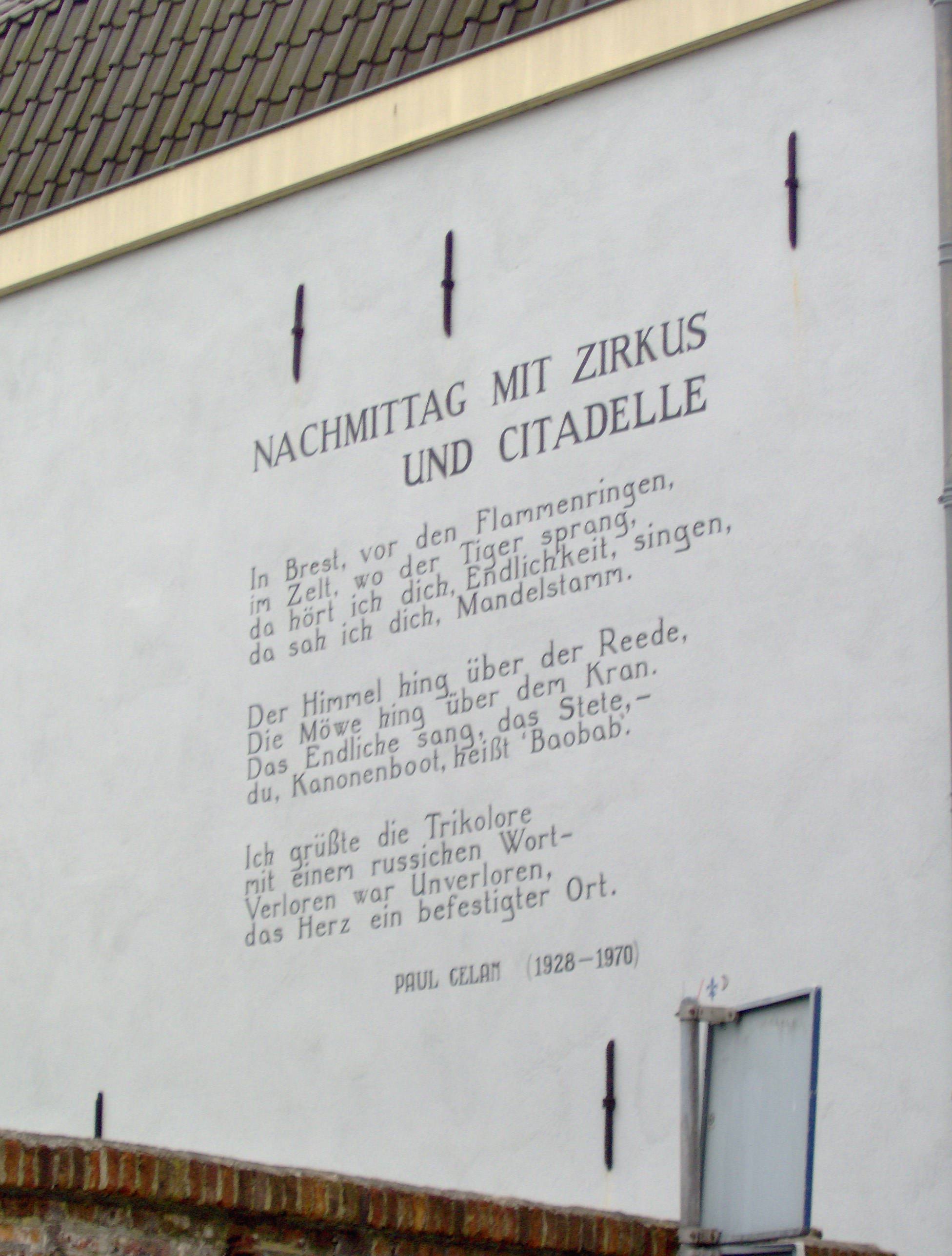
Paul Celans Nachmittag mit Zirkus und Zitadelle (Eftermiddag med cirkus och citadell) som väggdikt på Middelweg 19 i den holländska staden Leiden.

### Diktsamlingar
- Der Sand aus den Urnen (A. Sexl, Wien, 1948)
- Mohn und Gedächtnis (1952)
- Von Schwelle zu Schwelle (1955)
- Sprachgitter (1959)
- Die Niemandsrose (1963)
- Atemkristall (1965)
- Atemwende (1967)
- Fadensonnen (1968)
- Lichtzwang (1970)
- Schneepart (1971, postumt)
- Zeitgehöft (1976, kvarlåtenskap)
- Eingedunkelt und Gedichte aus dem Umkreis von Eingedunkelt (1991, kvarlåtenskap)
- Die Gedichte En kommenterad samlingsutgåva i ett band (2003) ISBN 3-518-41390-2; (2005) ISBN 3-518-45665-2

### Tal
- Der Meridian: Rede anlässlich der Verleihung des Georg-Büchner-Preises, Darmstadt, am 22. Oktober 1960 (23 s., Frankfurt am Main, 1961)

### På svenska

#### Dikturval
- [Dikter]. I antologin Fyra tyska poeter: dikter av Ingeborg Bachmann, Paul Celan, Hans Magnus Enzensberger och Helmut Heissenbüttel (i svensk tolkning av Bengt-Erik Hedin m.fl., Bonniers, 1964)
- Dikter (i urval och tolkning av Carl-Henrik Wittrock, FIB:s Lyrikklubb, 1972) ISBN 91-550-1604-9
- Dikter (urval, översättning, inledning och kommentarer av Lars-Inge Nilsson, Ellerströms, 1985) ISBN 91-86488-06-6
- Lila luft (översättning och efterskrift av Anders Olsson och Håkan Rehnberg, Norstedts, 1989) ISBN 91-1-891672-4 (inb)
- Dikter II (urval, översättning, efterskrift och kommentar av Lars-Inge Nilsson, Ellerströms, 1999) ISBN 91-86488-67-8
- De rumänska dikterna (med förord av Anders Olsson och i tolkning och med efterord av Inger Johansson, (Modernista, 2004) ISBN 91-88748-59-6
- Den stora tidlösan (dikter i urval översättning, kommentarer och efterskrift: Lars-Inge Nilsson, Ellerströms, 2011) ISBN 91-7247-272-3
- Andningsvändning (dikter i översättning och efterord: Anders Olsson, Lublin Press, 2015) ISBN 978-91-9819950-5
- Det sena verket; (i översättning av Anders Olsson; redaktör: Gabriel Itkes-Sznap. Bonniers, 2020) ISBN 9789100182090
- Ingenmansrosen (i översättning av Björn Sandmark och Mikael van  Reis. Bokförlaget Faethon, 2021) ISBN 9789189113312

#### Brev
- Brevväxling med Ingeborg Bachmann: Brev: samt brevväxlingen mellan Paul Celan och Max Frisch och mellan Ingeborg Bachmann och Gisèle Celan-Lestrange (Herzzeit) (översättning Linda Östergaard [Bachman, Frisch, Celan-Lestrange, efterord och tidslinje], Lars-Inge Nilsson [Celan]) (Ellerström, 2011) ISBN 91-7247-276-6
- Brevväxling med Nelly Sachs: Brev (Briefwechsel) (översättning Margareta Holmqvist [Sachs brev], Lars-Inge Nilsson [Celan]) (Ellerström, 2011) ISBN 91-7247-273-1

## Priser och utmärkelser
- 1958 – Staden Bremens litteraturpris
- 1960 – Georg Büchner-priset
- 1964 – Nordrhein-Westfalens litteraturpris